# Нуньес, Эвелин
Эвелин Росмери Нуньес Фуэнтес (исп. Evelyn Rosmeri Núñez Fuentes; род. 9 апреля 1971, Гватемала) — гватемальская легкоатлетка, специалистка по спортивной ходьбе. Выступала на профессиональном уровне в 2003—2009 годах, чемпионка Центральной Америки, обладательница серебряной медали Центральноамериканских и Карибских игр, победительница и призёрка ряда крупных международных стартов, участница летних Олимпийских игр в Пекине.

## Биография
Эвелин Нуньес родилась 9 апреля 1971 года в городе Гватемала.
Первого серьёзного успеха в лёгкой атлетике на международном уровне добилась в сезоне 2003 года, когда вошла в состав гватемальской сборной и выступила на домашнем чемпионате Центральной Америки в Гватемале, где в зачёте ходьбы на 10 000 метров выиграла серебряную медаль.
В 2004 году в ходьбе на 10 км финишировала пятой на иберо-американском чемпионате в Уэльве, в ходьбе на 20 км заняла 18-е место на международном старте в Тихуане и 53-е место на Кубке мира в Наумбурге.
В 2005 году была четвёртой на Панамериканском кубке в Лиме, одержала победу на центральноамериканском чемпионате в Сан-Хосе, тогда как на международном старте в Дублине завоевала серебряную награду и установила свой личный рекорд на дистанции 20 км — 1:35:13. Позднее также стала второй на чемпионате Центральной Америки и Карибского бассейна в Нассау, выступила на чемпионате мира в Хельсинки, где была дисквалифицирована за нарушение техники ходьбы.
В 2006 году получила серебро на иберо-американском чемпионате в Понсе, показала 45-й результат на Кубке мира в Ла-Корунье, стала серебряной призёркой на Центральноамериканских и Карибских играх в Картахене.
В 2007 году была лучшей на центральноамериканском чемпионате в Сан-Хосе, взяла бронзу на чемпионате Северной Америки, Центральной Америки и Карибского бассейна в Сан-Сальвадоре, в то время как на Панамериканских играх в Рио-де-Жанейро получила дисквалификацию.
В 2008 году заняла 53-е место на Кубке мира в Чебоксарах. Благодаря череде успешных выступлений удостоилась права защищать честь страны на летних Олимпийских играх в Пекине — в программе ходьбы на 20 км показала худшее время 1:44:13, расположившись в итоговом протоколе соревнований на последней 42-й строке.
В 2009 году финишировала четвёртой на Кубке Центральной Америки в Сан-Сальвадоре, восьмой на Панамериканском кубке в Сан-Сальвадоре, четвёртой на домашнем центральноамериканском чемпионате в Гватемале и на этом завершила спортивную карьеру.
Её дочь Джейми Франко тоже добилась больших успехов в спортивной ходьбе, стала чемпионкой Панамериканских игр на дистанции 20 км.